# 테론 리드
테론 리드(Theron Read, 1964년 9월 25일 ~ 2009년 7월 20일)는 미국의 배우이다.
버뱅크에서 태어났으며 솔트레이크시티에서 사망하였다.

## 영화
- 아메리칸 드림 (1988년)
- 3시의 결투 (1987년) - 마크 보지커스 역